# カルシウム結合タンパク質
カルシウム結合タンパク質（calcium-binding proteins; CBP）は、カルシウムイオンを特異的に結合するタンパク質の総称。特にカルシウムシグナリングの経路に関するものを指す。狭義には酵素活性を示さないものとされる。生体内でのシグナル伝達を仲介することにより、カルシウム結合タンパク質は恒常性の維持から学習や記憶まで、様々な生命現象に関与する。

## カルシウム結合タンパク質の例
広義のカルシウム結合タンパク質に含まれる、酵素活性を示すタンパク質としては、様々なカルシウム要求性プロテアーゼ、ホスホリパーゼA2、アミラーゼなどの分解酵素の他、ホスホリラーゼbキナーゼ、カルシウム輸送ATPアーゼなどがある。
一方狭義のカルシウム結合タンパク質として、真核生物にもっとも普遍的に存在する代表的なカルシウム結合タンパク質がカルモジュリンである。カルモジュリンは様々なタンパク質の制御を司る。
細胞内でのカルシウムイオンの貯蔵・放出に関わる筋小胞体の挙動は、カルシウムに対して高結合量・低親和性のカルシウム結合タンパク質であるカルセクエストリン（calsequestrin）の働きに依っている。また神経に特異的に存在するカレキシチン（カレクシチン、calexcitin）は神経の興奮に関与し、電位依存性カリウムチャネルなどのタンパク質と相互作用する。他にも、心筋の収縮に関与するトロポニンなど多くのカルシウム結合タンパク質が知られている。